# Bug Hall
Bug Hall (eigentlich: Brandon Hall; * 4. Februar 1985 in Fort Worth, Texas) ist ein US-amerikanischer Filmschauspieler.

## Leben
Brandon Hall steht seit seinem 9. Lebensjahr vor der Kamera und erhielt bereits für sein Filmdebüt in einer Neuverfilmung von Die kleinen Strolche (1994) den Young Artist Award. Seit diesem Zeitpunkt konnte man Bug Hall in zahlreichen weiteren Rollen sehen, zuletzt vermehrt in Fernsehserien.
Parallel zu seiner Arbeit als Schauspieler betätigt er sich als Sänger und nimmt jährlich bei einem Telethon in Iowa teil.
Hall lebt in Canoga Park (Kalifornien). Er ist seit dem 11. Februar 2017 mit Jill Marie DeGroff verheiratet; die Hochzeit fand im kalifornischen Encino statt. Im Jahr 2018 wurde das Paar Eltern einer gemeinsamen Tochter.

## Künstlername
Seine Mutter arbeitet in einer Kindertagesstätte und nahm Brandon als bereits größeres Kind oft mit. Da sie fürchtete, dass andere Kinder, wenn sie auf seinem Rücken reiten, ihm schaden könnten, erfand sie gegenüber den Kindern das Märchen, dass Brandon in Wahrheit eine Wanze (Englisch: Bug) sei, und sie ihn dadurch zerquetschen könnten. Darum wurde aus Brandon Hall später Bug Hall.

## Filmografie

### Spielfilme
- 1994: Die kleinen Superstrolche (The Little Rascals)
- 1995: The Big Green – Ein unschlagbares Team (The Big Green)
- 1995: Tad Lincoln, der Sohn des Präsidenten (Tad)
- 1996: Munsters fröhliche Weihnachten (The Munsters’ Scary Little Christmas)
- 1997: Liebling, jetzt haben wir uns geschrumpft (Honey, We Shrunk Ourselves)
- 1998: Safety Patrol – Mit Sicherheit ins Chaos (Safety Patrol)
- 2000: Mittendrin und voll dabei (Skipped Parts)
- 2002: Lass Dir was einfallen! (Get a Clue)
- 2003: Footsteps
- 2005: Mortuary
- 2008: Der Tag an dem die Erde stillstand 2 – Angriff der Roboter (The Day the Earth stopped)
- 2009: American Pie präsentiert: Das Buch der Liebe (American Pie Presents: The Book of Love)
- 2011: Flying Fortress B-17 – Luftkrieg über Europa (Flying Fortress)
- 2012: Arachnoquake (Fernsehfilm)
- 2015: Subterranea

### Fernsehserien
- 1999: Providence (Folge 1x16)
- 2004: Charmed – Zauberhafte Hexen (Folge 7x08)
- 2004: Strong Medicine: Zwei Ärztinnen wie Feuer und Eis (Folge 7x08)
- 2004: CSI: Den Tätern auf der Spur (Folge 5x01 Viva Las Vegas)
- 2005: Cold Case – Kein Opfer ist je vergessen (Folge 2x11 Die Sekte)
- 2006: O.C., California (Folge 3x15 Abschied am Strand)
- 2006: CSI: Miami (Folge 5x07 Benzin im Blut)
- 2006: Justice – Nicht schuldig (Folge 1x06)
- 2011: Criminal Minds (Folge 6x19)
- 2013: Masters of Sex (Folge 1x09)
- 2013: Castle (Folge 6x13)
- 2014: Revolution (3 Folgen)
- 2016: Harley and the Davidsons – Legende auf zwei Rädern (Harley and the Davidsons, 3 Folgen)